# جون فلينت كيدر
جون فلينت كيدر هو مهندس مدني ومهندس وسياسي أمريكي، ولد في 1830 في نيويورك في الولايات المتحدة، وتوفي في 10 أبريل 1901 في غراس فالي في الولايات المتحدة. نشط حزبياً في الحزب الجمهوري. وقد انتخب عضو جمعية ولاية كاليفورنيا ‏.